# Protržení hrází v údolí Stava
Protržení hrází v údolí Stava je jednou z největších katastrof v historii Itálie. Došlo k němu 19. července 1985, kdy v důsledku špatné údržby selhaly dvě poschodově umístěné kalové hráze nad vesnicí Stava poblíž obce Tesero v severní Itálii. Důsledkem byl obří bahnotok, který zabil 268 lidí a zničil 63 budov a osm mostů.

## Průběh
Horní hráz povolila jako první, což vedlo ke zhroucení dolní hráze. Následně se do údolí Rio di Stava směrem k obci Stava řítilo rychlostí 90 km/h asi 180 tisíc metrů krychlových řídkého bahna, písku a vody. Poté, co proud bahna zničil vesnici, pokračoval dál, dokud nedosáhl řeky Avisio (nacházející se o dalších 4,2 km dál) a zničil vše, co mu stálo v cestě.

## Příčina
Během vyšetřování katastrofy se zjistilo, že kalové nádrže byly špatně udržovány a při jejich provozu nebyla přijata dostatečná bezpečnostní opatření. 
Drenážní potrubí v horní nádrži, které bylo používáno k odvádění přebytečné vody, se pod vahou nashromážděného sedimentu narušilo, čímž se snížila efektivita odvádění vody z nádrže. Zároveň s tím do nádrže putovala další voda spolu s odpadem, což, v součtu s poškozeným potrubím, zvýšilo tlak na stěny nádrže. Voda postupně prosakovala do stěn nádrže, až se stěna protrhla, a odpad spolu s přebytečnou vodou přetékal do dolní nádrže, jejíž stěna tlak nevydržela, a praskla o třicet sekund později. 
V červnu 1992 bylo za způsobení katastrofy a několikanásobné zabití odsouzeno 10 lidí k trestu odnětí svobody.

## Ohlasy
Katastrofa se stala námětem jednoho z dílů dokumentárního seriálu Vteřiny před katastrofou.